# Sminthopsis granulipes
El dunnart de cola blanca (Sminthopsis granulipes) es una especie de marsupial dasiuromorfo de la familia Dasyuridae endémica de Australia. Es listado como Least Concern de la lista roja de la UICN.

## Características
Tiene un tamaño corporal medio de 126 a 168 mm, una longitud del hocico al ano de 70 a 100 mm, una cola de 56 a 68 mm y un peso que varía entre 18 y 35 gramos. La cola suele estar hinchada en la base, siendo marrón cerca del ano y blanca cerca de la punta.

## Distribución y hábitat
El ratón marsupial de cola blanca ocupa dos áreas separadas en Australia Occidental: 
- Una está al este  Perth en la zona de los yacimientos de oro occidentales.

- La otra está al norte de Perth entre Kalbarri y la Bahía Jurien.

El hábitat consiste zonas costeras de matorrales, y en algunas zonas de eucaliptos.